# Thore Hansen
Thore Hansen född 10 januari 1942, är en norsk tecknare, illustratör och författare.
Han debuterade med novellsamlingen Grimaser (1975), och har givit ut cirka 40 böcker, bland annat De flygende hvalers land (1976), Bobadillas cirkus (1980), Han som lengtet til stjernene (1985), Høstfabel (1996) och fantasyböckerna i Skogland-serien.
Hansen är också känd för sina karaktäristiska illustrationer, både i tecknade serier och böcker, till exempel Tor Åge Bringsværds barnböcker om Det blå folket och Ruffen.
Thore Hansen har vunnit flera priser för sina arbeten, bland annat Kultur- och kyrkodepartementets priser för barn- och ungdomslitteratur fem gånger, Nordisk Skolbibliotekarieförenings Barnbokspris 2002 och Bokkonstpriset 2004. 2007 blev han tilldelad Kung Frederiks Hederspris av Fredrikstads kommun, där han bor och arbetar.